# Acalypha trilaciniata
Acalypha trilaciniata är en törelväxtart som beskrevs av Paul G.Wilson. Acalypha trilaciniata ingår i släktet akalyfor, och familjen törelväxter. Inga underarter finns listade i Catalogue of Life.